# Galachos de La Alfranca de Pastriz, La Cartuja y El Burgo de Ebro
Galachos de La Alfranca de Pastriz, La Cartuja y El Burgo de Ebro este o arie protejată (arie specială de conservare — SAC, sit de importanță comunitară — SCI) din Spania întinsă pe o suprafață de 804,84 ha, integral pe uscat.

## Localizare
Centrul sitului Galachos de La Alfranca de Pastriz, La Cartuja y El Burgo de Ebro este situat la coordonatele 41°35′47″N 0°46′32″W / 41.5964°N 0.775527°V.

## Înființare
Situl Galachos de La Alfranca de Pastriz, La Cartuja y El Burgo de Ebro a fost declarat sit de importanță comunitară în aprilie 1999 pentru a proteja 7 specii de animale. Situl a fost protejat și ca arie specială de conservare în februarie 2021.

## Biodiversitate
Situată în ecoregiunea mediteraneană, aria protejată conține 6 habitate naturale: Pajiști umede mediteraneene cu ierburi înalte de Molinio-Holoschoenion, Galerii și tufărișuri riverane sudice (Nerio-Tamaricetea și Securinegion tinctoriae), Lacuri eutrofice naturale cu vegetație de tip Magnopotamion sau Hydrocharition, Râuri mediteraneene cu debit permanent și vegetație de Glaucium flavum, Galerii de Salix alba și de Populus alba, Râuri mediteraneene cu debit permanent cu specii de Paspalo-Agrostidion și galerii riverane de Salix și de Populus alba.
La baza desemnării sitului se află mai multe specii protejate:
- mamifere (2): castor (Castor fiber), liliacul mare cu potcoavă (Rhinolophus ferrumequinum)
- nevertebrate (2): Coenagrion mercuriale, Oxygastra curtisii
- pești (1): Parachondrostoma miegii
- reptile (2): țestoasa de baltă (Emys orbicularis), Mauremys leprosa

Pe lângă speciile protejate, pe teritoriul sitului au mai fost identificate 10 specii de plante, 26 de specii de păsări, 8 specii de amfibieni, 2 specii de mamifere, 1 specie de nevertebrate, 1 specie de pești, 1 specie de reptile.